# Tajemnica przeszłości
Tajemnica przeszłości (jap. ふしぎ 遊戯 Fushigi yūgi) – manga autorstwa Yū Watase. Należy do gatunku shōjo ze względu na dużą liczbę wątków romantycznych. Manga została w Polsce wydana pod tytułem Fushigi Yuugi.
Opowiada historię głównej bohaterki Miaki Yuki oraz jej przyjaciółki Yui, które za pośrednictwem znalezionej w bibliotece czarodziejskiej książki przenoszą się do przedstawionego w niej świata. Tam wplątane zostają w polityczno-mistyczną intrygę konfliktu między czterema państwami, z których każde poszukuje legendarnej kapłanki swojego lokalnego bóstwa. Jednak wezwanie któregoś z bóstw wcale nie oznacza szczęśliwego zakończenia tej historii...

## Historia
Dawno, dawno temu Bóstwo zwane Shaodian poślubiło kobietę z rodu Yujiao, a ta urodziła Żółtego Cesarza, czyli Huangdi, oraz Płomiennego Cesarza, czyli Yandi (Suzaku). Bracia zaciekle walczyli ze sobą za najmniejszą błahostkę. Huangdi był jednak bardzo potężny i pokonał Yandi. Pokonanego mianował Bóstwem Południa (Płomiennym Cesarzem), sam natomiast został królem bogów przejmując autorytet boga środka. Swojemu wielkiemu przodkowi - Fuxi - powierzył w opiece kierunek Wschodu. Shaohao został bogiem zachodu, a Zhuanxu - bogiem północy. Mówiono, iż Żółty Cesarz posiadał cztery twarze odwrócone w cztery kierunki świata zapewniające mu przewagę nad Bóstwami Kierunków. Podobno był również wszczynany bunt przeciw niemu, ale zawsze godnie poskramiał awanturników. U schyłku starożytności chińskiej oraz później, w czasach dynastii Han, coraz większy wpływ na myśl chińską zaczęła wywierać teoria pięciu elementów czy też pierwiastków, z których cały świat miał się składać i które kolejno zdobywały w nim dominującą rolę i różnymi strefami życia kierowały. Owe pierwiastki to: drzewo, ogień, woda, ziemia, metal. Z czasem zaczęto pierwiastkom tym przyporządkowywać ułożone w piątki kolory, smaki, dźwięki itd. Kiedy zaś system sięgnął gwiazd i spraw niebiańskich, pojawiła się potrzeba uznania istnienia nie tylko pięciu stron świata (wedle koncepcji chińskich ową piątą stroną świata jest środek), ale także przyporządkowanie tym stronom władców niebiańskich. Oto jak, z niewielkimi skrótami, system ten przedstawia się w trakcie Huainanzi:
- Wschód (Seiryuu) to drzewo. Jego władcą jest Wielki Blask, czyli Taihao, to jest Fuxi, którego pomocnikiem jest Goumang. Ten dzierży w ręku cyrkiel i rządzi wiosną. Bóstwem tej strony świata jest Suixing, czyli Planeta Jowisz, a zwierzęciem jej jest Qinglong, czyli Seledynowy Smok (...)
- Południe (Suzaku) to ogień. Jego władcą jest Płomienny Cesarz, czyli Yandi, którego pomocnikiem jest Czerwony Blask, czyli Zhuming, to jest Zhurong. Ten dzierży w ręku wagę i rządzi latem. Bóstwem tej strony świata jest Yinghuo, czyli Planeta Mars, a zwierzęciem jest Zhuque, czyli Czerwony Ptak (...)
- Środek (Brak Odpowiednika) to ziemia. Jego władcą jest Żółty Cesarz, czyli Huangdi, którego pomocnikiem jest Książę Ziemi, czyli Houtu. Ten dzierży w ręku linę i rządzi czterema stronami świata. Bóstwem środka jest Zhenxing, czyli Planeta Saturn, a jego zwierzęciem jest Huanglong, czyli Żółty Smok (...)
- Zachód (Byakko) to metal. Jego władcą jest Shaohao, którego pomocnikiem jest Rushou. Ten dzierży w ręku kątownicę i rządzi jesienią. Bóstwem tej strony świata jest Wielka Białość, czyli Taibai, to jest Planeta Wenus, a zwierzęciem jest Baihu, czyli Biały Tygrys (...)
- Północ (Genbu) to woda. Jej władcą jest Zhuanxu, którego pomocnikiem jest Xuanming, czyli Ciemny Mrok. Ten dzierży w ręku odważnik i rządzi zimą. Bóstwem tej strony świata jest Chenxing, czyli Planeta Merkury, a zwierzęciem jest Xuanwu, czyli Mroczny Wojownik.

## Postacie
- Miaka Yūki (jap. 夕城美朱 Yūki Miaka)

Seiyū: Kae Araki 
- Yui Hongō (jap. 本郷 唯 Hongō Yui)

Seiyū: Yumi Tōma 
- Tamahome (jap. 鬼宿)

Seiyū: Hikaru Midorikawa 
- Hotohori (jap. 星宿)

Seiyū: Takehito Koyasu 
- Nuriko (jap. 柳宿)

Seiyū: Chika Sakamoto 
- Chichiri (jap. 井宿)

Seiyū: Tomokazu Seki 
- Tasuki (jap. 翼宿)

Seiyū: Nobutoshi Canna 
- Mitsukake (jap. 軫宿)

Seiyū: Kōji Ishii 
- Chiriko (jap. 張宿)

Seiyū: Tomoko Kawakami 
- Nakago (jap. 心宿)

Seiyū: Tōru Furusawa 

## Anime
Seria będąca adaptacją mangi została wyprodukowana przez studio Pierrot. Reżyserem serii został Hajime Kamegaki, za scenariusze odpowiadał Yoshio Urasawa, projekty postaci przygotował Hideyuki Motowashi. Muzykę skomponował Yūsuke Honma. Seria składa się z 52 odcinków, które miały swoją premierę w Japonii na kanale TV Tokyo od 6 kwietnia 1995 do 28 marca 1996.

### Emisja w Polsce
- Canal+ (tylko seria OVA, premiera: 12 luty 2003, polskie napisy)[2];
- Hyper (seria OVA - premiera: czerwiec 2004, polskie napisy, seria TV - premiera: lipiec 2004, polski lektor, którym był Tomasz Kozłowicz)[3]

### OVA
Studio Pierrot wyprodukowało także cztery serie OVA.